# Intermarché-Wanty
Intermarché-Circus-Wanty is een in 2008 opgerichte Belgische wielerformatie die vanaf het seizoen 2011 uitkwam in de continentale circuits. Voor 2021 werd een World Tour-licentie toegekend.

## Bekende (oud-)renners
| Belgen Frederik Backaert (2014-2019) Jan Bakelants (2020-2022) Jérôme Baugnies (2014-2019) Steven Caethoven (2011-2013) Davy Commeyne (2013) Kenny Dehaes (2016-2017) Francis De Greef (2014-2015) Jurgen Van Goolen (2011-2013) Rob Goris (2011-2012) Leif Hoste (2012) Kevyn Ista (2012) Björn Leukemans (2014-2015) Xandro Meurisse (2016-2020) Guillaume Van Keirsbulck (2017-2018) Kévin Van Melsen (2009-2022) Frederik Veuchelen (2014-2017) Loïc Vliegen (2019-2023) Timothy Dupont (2018-2020) | Nederlanders Stefan van Dijk (2009-2013) Max van Heeswijk (2008) Taco van der Hoorn (2021-heden) Corné van Kessel (2020-2022) Michel Kreder (2014) Wesley Kreder (2017-2021) Maurits Lammertink (2020-2021) Marco Minnaard (2014-2019) Boy van Poppel (2020-2024) Danny van Poppel (2020-2021) Andere nationaliteiten Jempy Drucker (2011-2014) Odd Christian Eiking (2018-2021) Enrico Gasparotto (2015-2016) Biniam Girmay (2021-heden) Alexander Kristoff (2022) Marco Marcato (2015-2016) Guillaume Martin (2016-2019) Louis Meintjes (2021-heden) Danilo Napolitano (2013-2017) Yoann Offredo (2017-2020) Andrea Pasqualon (2017-2022) Adrien Petit (2022-heden) Domenico Pozzovivo (2022) Rein Taaramäe (2021-2024) |

## Grote ronden
| Jaar | Ronde van Italië     | Ronde van Italië               | Ronde van Frankrijk              | Ronde van Frankrijk         | Ronde van Spanje         | Ronde van Spanje  |
| Jaar | hoogste klassering   | etappewinst                    | hoogste klassering               | etappewinst                 | hoogste klassering       | etappewinst       |
| ---- | -------------------- | ------------------------------ | -------------------------------- | --------------------------- | ------------------------ | ----------------- |
| 2017 | geen deelname        | geen deelname                  | 23e Guillaume Martin             |                             | geen deelname            | geen deelname     |
| 2018 | geen deelname        | geen deelname                  | 21e Guillaume Martin             |                             | geen deelname            | geen deelname     |
| 2019 | geen deelname        | geen deelname                  | 12e Guillaume Martin             |                             | geen deelname            | geen deelname     |
| 2020 | geen deelname        | geen deelname                  | geen deelname                    | geen deelname               | geen deelname            | geen deelname     |
| 2021 | 26e Jan Hirt         | 3e Taco van der Hoorn          | 14e Louis Meintjes               |                             | 11e Odd Christian Eiking | 3e Rein Taaramäe  |
| 2022 | 6e Jan Hirt          | 10e Biniam Girmay 16e Jan Hirt | 8e Louis Meintjes                |                             | 11e Louis Meintjes       | 9e Louis Meintjes |
| 2023 | 27e Laurens Huys     |                                | 47e Georg Zimmermann             |                             | 41e Rui Costa            | 15e Rui Costa     |
| 2024 | 42e Lilian Calmejane |                                | 20e Louis Meintjes Biniam Girmay | 3e, 8e en 12e Biniam Girmay | 28e Louis Meintjes       |                   |
| 2025 | 18e Louis Meintjes   |                                | 82e Louis Barré                  |                             |                          |                   |

2008 · 2009 · 2010 · 2011 · 2012 · 2013 · 2014 · 2015 · 2016 · 2017 · 2018 · 2019 · 2020 · 2021 · 2022 · 2023 · 2024 · 2025
Alpecin-Deceuninck · Arkéa-B&B Hotels · Bahrain-Victorious · Cofidis · Decathlon AG2R La Mondiale Team · EF Education-EasyPost · Groupama-FDJ · INEOS Grenadiers · Intermarché-Wanty · Lidl-Trek · Movistar Team · Red Bull-BORA-hansgrohe · Soudal Quick-Step · Jayco AlUla · Picnic PostNL · UAE Team Emirates-XRG · Visma-Lease a Bike · XDS Astana Team
Zie ook: UCI World Tour 2025 · Continental Circuits
Bakelants · Bellicaud · De Gendt · De Plus · De Winter · Delacroix · Devriendt · Eiking · Evans · Hermans · Hirt · van der Hoorn · van Kessel · Koch · Kreder · Lammertink · Meintjes · Minali · Pasqualon · Petilli · Planckaert · B. van Poppel · D. van Poppel · Rota · Taaramäe · Van Melsen · Vanspeybrouck · Vliegen · Zimmermann · Girmay (stagiair) · Daemen (stagiair) · De Pooter (stagiair) · Jarnet (stagiair)
Bakelants · Bystrøm · Claeys · De Gendt · Delacroix · Devriendt · Girmay · Goossens · Hermans · Hirt · Huys · Johansen · Kristoff · Meintjes · Page · Pasqualon · Peák · Petilli · Petit · Planckaert ·  Pozzovivo(vanaf 14/2) · Rota · Taaramäe · Thijssen · van der Hoorn · van Kessel · Van Melsen · van Poppel · Vliegen · Zimmermann · De Pooter (stagiair) · Mihkels (stagiair)
Bonifazio · Bystrøm · Calmejane · Costa · De Gendt · De Pooter · Girmay · Goossens · Herregodts · Huys · Johansen · Marit · Meintjes · Mihkels · Page · Paquot · Petilli · Petit · Planckaert · Rex · Rota · Smith · Taaramäe · Teunissen · Thijssen · van der Hoorn · van Poppel · Vliegen · Zimmermann
Braet · Busatto · Calmejane · Colleoni · De Pooter · Faure Prost · Girmay · Goossens · Herregodts · Kuypers(vanaf 4/4) · Marit · Meintjes · Mihkels · Page · Paquot · Petilli · Petit · Planckaert · Rex · Rota · Smith · Taaramäe · Teunissen · Thijssen · van der Hoorn · Van Hoecke · van Poppel · van Sintmaartensdijk · Zimmermann · Dolven(stagiair)